# Kazimierz Swiatek
Kazimierz Swiatek (Wit-Russisch: Казімір Свёнтак) (Valga, 21 oktober 1914 – Pinsk, 21 juli 2011) was een Pools-Wit-Russisch geestelijke, aartsbisschop van Minsk–Mohilev en kardinaal van de Rooms-Katholieke Kerk.

## Levensloop
Swiatek werd geboren uit Poolse ouders die woonden in Valga, dat toen in het Keizerrijk Rusland lag. Tijdens de Russische Revolutie van 1917 werd Swiatek met zijn familie gedeporteerd naar Siberië. Vanaf 1922 woonde Swiatek in Pinsk – dat toen in Polen lag – waar hij zijn verdere opleiding kreeg op het seminarie. Op 8 mei 1939 werd hij tot priester gewijd.
Pinsk kwam in de Sovjet-Unie te liggen als gevolg van het grens- en vriendschapsverdrag van 1939 tussen Duitsland en de Sovjet-Unie. Swiatek werd in april 1941 gearresteerd door de NKVD en werd ter dood veroordeeld. De inval van Duitsland op 22 juni 1941 verhinderde echter de voltrekking van het vonnis. Swiatek ontsnapte uit de gevangenis en keerde terug naar zijn parochie, Pruzhany. Toen in 1944 dit gebied weer onder heerschappij van de Sovjet-Unie kwam, werd Swiatek opnieuw gearresteerd. Hij bracht daarna tien jaar door in een werkkamp in Siberië. In 1954 keerde hij terug naar Pinsk.
Swiatek werd in 1988 benoemd tot Kapelaan van Zijne Heiligheid. Toen in 1991 een nieuw aartsbisdom Minsk–Mohilev ingesteld werd, werd Swiatek benoemd tot de eerste aartsbisschop (het voormalige bisdom Minsk had na 1925 geen bisschop meer gekend). Hij werd daarmee tevens de primaat van Wit-Rusland. Swiatek werd daarnaast ook benoemd tot apostolisch administrator van het bisdom Pinsk. Zijn bisschopswijding vond plaats op 21 mei 1991. In 1999 werd hij tevens de eerste voorzitter van de Wit-Russische bisschoppenconferentie.
Tijdens het consistorie van 26 november 1994 werd Swiatek kardinaal gecreëerd met de rang van kardinaal-priester. Zijn titelkerk werd de San Gerardo Maiella. Omdat hij ouder dan 80 jaar was, was hij niet stemgerechtigd in het conclaaf van 2005.
Swiatek ging op 14 juni 2006 met emeritaat als aartsbisschop. Hij bleef tot 30 juni 2011 nog aan als apostolisch administrator van Pinsk.
- Gemeinsame Normdatei: 1179280504
- International Standard Name Identifier: 0000 0004 5286 648X
- Library of Congress Control Number: no2015113523
- Virtual International Authority File: 317285195
- WorldCat: E39PBJhmHXYX7C4JHYqMm8Pfbd